# Tonsilla variegata
Tonsilla variegata là một loài nhện trong họ Amaurobiidae.
Loài này thuộc chi Tonsilla. Tonsilla variegata được miêu tả năm 1990 bởi Jia-Fu Wang et al..